# ジュリー・ストレイン
ジュリー・ストレイン（Julie Strain,  1962年2月18日 - 2021年1月10日）は、アメリカ合衆国の女優、モデルである。

## 来歴
1962年、カリフォルニア州コンコードに生まれる。地元カリフォルニアの高校を卒業後、ディアブロ・ヴァレー大学へ進学。。後にラスベガスを経てロサンゼルスに渡り、女優、男性向け月刊雑誌『ペントハウス』のモデルとして活躍した。ペントハウスでのキャリアにおいては1991年にペントハウス・ペットにおける“ペット・オブ・ザ・イヤー1991”に選ばれた。
女優としては1990年にレスリー・ニールセンとリンダ・ブレアが共演したパロディ映画『裸の十字架を持つ男/エクソシストフォーエバー』の端役で映画デビュー。その後もジャン＝クロード・ヴァン・ダム主演の『ダブル・インパクト』やエディ・マーフィ主演の『ビバリーヒルズ・コップ3』などの話題作へ出演し、キャリアを重ねていく。その後も現在に至るまで様々な低予算映画やB級映画など幅広く出演し、カルトな人気を誇っている。
2021年1月10日、長い戦いの末、認知症で死去。58歳没。

### 私生活
雑誌編集者で『ティーンエイジ・ミュータント・ニンジャ・タートルズ』のクリエイターとしても知られるケヴィン・イーストマンと結婚しており、既婚である。

## 出演作品

### 映画
- 裸の十字架を持つ男/エクソシストフォーエバー Repossessed (1990)
- Penthouse: Fast Cars Fantasy Women (1991) ※ビデオ作品
- アウト・フォー・ジャスティス Out for Justice (1991)
- ダブル・インパクト Double Impact (1991)
- ビバリーヒルズ・エクスタシー Carnal Crimes (1991)
- キラー・ビジョン Night Visions (1991)
- カフス! Kuffs (1992)
- セクシーツイン Mirror Images (1992)
- Love Is Like That (1992)
- Witchcraft IV: The Virgin Heart (1992) ※テレビ映画
- ミッドナイトヒート Sunset Heat (1992)
- ナイト・リズム/セクシーDJ殺人事件 Night Rhythms (1992) ※ビデオ作品
- ダークビヨンド/死霊大戦 The Unnamable II: The Statement of Randolph Carter (1992)
- Soulmates (1992)
- Erotic Dreams (1992)
- スパークリング・ボディ/熟れた牝獣たち Ambitious Desires (1992)
- Love Bites (1993)
- グラマラス・キラーズ Fit to Kill (1993)
- サイコ・コップ/戦慄のパーティー Psycho Cop Returns (1993)
- ピカソ・トリガー エネミー・ゴールド指令 Enemy Gold (1993)
- まら騒ぎ/ザ・フェロモンズ Teasers (1993) ※ビデオ作品
- Penthouse Satin & Lace II: Hollywood Undercover (1993)
- Bikini Squad (1993)
- フューチャー・ショック Future Shock (1994)
- 裸の銃を持つ男PART33 1/3 最後の侮辱 Naked Gun 33 1/3: The Final Insult (1994)
- ビバリーヒルズ・コップ3 Beverly Hills Cop III (1994)
- サイボーグ・ウェポン The Mosaic Project (1994)
- ピカソ・トリガー/ダラス・コネクション The Dallas Connection (1994)
- The Devil's Pet (1994)
- プレイタイム Play Time (1994)
- Penthouse: 25th Anniversary Pet of the Year Spectacular (1994)
- Penthouse: Behind the Scenes (1995)
- Victim of Desire (1995)
- シスター・エスカレーション Virtual Desire (1995)
- ブロンド・ヘブン Blonde Heaven (1995)
- Takin' It Off Out West (1995)
- クライムヒート Red Line (1995)
- リアル・フィクション/殺人のシナリオ Starstruck (1995)
- Married People, Single Sex II: For Better or Worse (1995)
- ビッグ・シスター2000 Big Sister 2000 (1995)
- Penthouse: All Access (1996)
- Hollywood: The Movie (1996)
- 横領 Squanderers (1996)
- ピカソ・トリガー/デイ・オブ・ザ・ウォリアー Day of the Warrior (1996)
- Busted (1997) ※ビデオ作品
- ビキニ・ホテル Bikini Hotel (1997)
- Guns of El Chupacabra (1997) ※ビデオ作品
- ミッドナイトムーン Dark Secrets (1997)
- Sorceress II: The Temptress (1997)
- Lethal Seduction (1997)
- The Last Road (1997)
- St. Patrick's Day (1997)
- Hollywood Cops (1997)
- Heavenly Hooters (1997)
- Crimes of the Chupacabra (1998)
- Masseuse 3 (1998)
- Lingerie Kickboxer (1998)
- ピカソ・トリガー/リーサル・エンジェルス L.E.T.H.A.L. Ladies: Return to Savage Beach (1998)
- Havasu Heat (1998)
- Armageddon Boulevard (1999)
- Bloodthirsty (1999)
- Babewatch Biker Babes (1999) ※ビデオ作品
- Wasteland Justice (1999)
- バンパイア・チャイルド Vampire Child (1999)
- 誘惑エスコート 最終章 The Escort III (1999) ※ビデオ作品
- 楽園をください Ride with the Devil (1999)
- Devin's Barefoot Initiation (1999)
- The Independent (2000)
- 悪魔の毒々モンスター/新世紀絶叫バトル Citizen Toxie: The Toxic Avenger IV (2000)
- ヘヴィメタルFAKK2 Heavy Metal 2000 (2000)
- The Rowdy Girls (2000)
- The Bare Wench Project (2000)
- Centerfold Coeds: Girlfriends (2000)
- セックス・コート THE MOVIE 性戯の法廷 Sex Court: The Movie (2001)
- アマゾネス・クィーン BattleQueen 2020 (2001)
- 魔界覇王 How to Make a Monster (2001) ※テレビ映画
- The Bare Wench Project 2: Scared Topless (2001) ※ビデオ作品
- Purgatory Blues (2001)
- BabeWatch: Dream Dolls (2002)
- ブリード Bleed (2002)
- エロチックマンション Thirteen Erotic Ghosts (2002)
- The Bare Wench Project 3: Nymphs of Mystery Mountain (2002) ※ビデオ作品
- Smoke Pot Till You Fucking Die (2002)
- Planet of the Erotic Ape (2002)
- .com for Murder (2002)
- Birth Rite (2003)
- ゾンビゲドン Zombiegeddon (2003)
- Delta Delta Die! (2003)
- Barefoot Superstar (2003)
- Rock n' Roll Cops 2: The Adventure Begins (2003)
- Bare Wench Project: Uncensored (2003)
- HorrorTales.666 (2003)
- Hellcats in High Heels 3 (2004)
- Tales from the Crapper (2004)
- 暗黒ベビィ ビクチム Blood Gnome (2004)
- マシーン・オブ・ザ・デッド Exterminator City (2005)
- No Pain, No Gain (2005)
- Bare Wench: The Final Chapter (2005)
- Azira: Blood from the Sand (2006)
- Evil Ever After (2006) ※ビデオ作品
- The Devil's Muse (2007)
- The Lusty Busty Babe-a-que (2008)
- ダークウォーリアー Magus (2008)
- ビバリーヒルズのスペースガールズ Space Girls in Beverly Hills (2009)

### テレビドラマ
- ベイウォッチ Baywatch (1994)
- Desirable Liaisons (1999)
- The Man Show (2001)
- Dark Dreamers (2011)

### ビデオゲーム
- JM Johnny Mnemonic: The Interactive Action Movie (1995)
- Heavy Metal F.A.K.K.2 (2000)

## 参照
1. ↑  http://www.juliestrain.com
2. 1 2 3  “Julie Strain Biography”. 2014年8月5日閲覧。